# Rem Viakhirev
Rem Ivanovitch Viakhirev, né le 23 août 1934 et mort le 11 février 2013, est un oligarque et homme d'affaires russe, PDG de la compagnie gazière Gazprom de 1992 à mai 2001.

## Biographie
Son nom Rem est un acronyme de termes évoquant le progrès socialiste : Révolution, Engels et Marx.
Rem Viakhirev est diplômé en explorations pétrolières et gazières de l'institut Kouïbychev (Institut polytechnique de Samara). En 1992, il devient PDG de Gazprom, succédant à Viktor Tchernomyrdine, avec qui il a fondé Gazprom en 1989. En 2000, Vladimir Putin arrive au pouvoir et vise à transformer la gestion "féodale" de Gazprom. Plusieurs affaires financières impliquant Viakhirev sortent alors dans la presse. Rem Viakhirev est évincé de la direction de l'entreprise en mai 2001, remplacé par Alexeï Miller,.
En 2001, sa fortune était estimée à 1,5 milliard de dollars par Forbes. Rem Viakhirev a un fils, Yuri, et une fille, Tatyana Vyakhireva.